# أسكو
أُسكو بضم الألف (بالأذرية: اوشقايا / Üçqaya) هي مدينة إيرانيَّة تقع في محافظة أذربيجان الشرقيَّة شمال غرب البلاد، وهي مركز مقاطعة أسكو، وسكان أسكو من الشيعة الإثني عشريَّة، وهم من العرقية الأذريَّة، ويتكلمون الأذريَّة والفارسيَّة، وقد بلغ عدد سكان أسكو 16,140 نسمة في إحصاء سنة 2006، فمن هذه الجهة تكون أسكو المدينة الخامسة عشرة في ترتيب أكثر المدن سكاناً في أذربيجان الشرقيَّة.

## أسكوئيون
- محمد باقر الأُسكوئي: مرجع ديني للشيخيَّة، وهم فئة من الشيعة الإثني عشريَّة.[5]